# Acronychia laevis
Acronychia laevis är en vinruteväxtart som beskrevs av J.R. Forster & G. Forster. Acronychia laevis ingår i släktet Acronychia och familjen vinruteväxter. Inga underarter finns listade i Catalogue of Life.